# Erick Thohir
Erick Thohir   (Jakarta, 30 de maig de 1970) és un empresari i dirigent esportiu indonesi. Actualment és el propietari (d'un 30%) i president de l'equip de futbol italià Inter de Milà, a més de ser un dels màxims accionistes de l'equip de futbol nord-americà D.C. United i de l'equip de bàsquet de l'NBA Philadelphia 76ers.

## Vida personal
Erick Thohir néixer el 30 de maig de 1973. El seu pare és Teddy Thohir, co-propietari del grup automobilístic Astra International amb William Soeryadjaya. El seu germà, Garibaldi Thohir, és un banquer d'inversió. També té una germana, Rika Thohir. En la seva joventut, va col·laborar en els negocis de la seva família. Thohir va rebre el seu mestratge en Administració de Negocis i Màrqueting a la National University de Califòrnia l'any 1993. Actualment aquesta casat amb Elizabeth Tjandra, amb la qual té quatre fills. Professa la religió islàmica, i es considera moderat. La seva fortuna es calcula actualment en 25.000 milions de dòlars.

## Carrera
És un dels magnats principals dels mitjans escrits i audiovisuals del seu país. El 1993 va iniciar les seves activitats en el camp dels mitjans de comunicació quan crec Mahaka Group, al costat de Muhammad Lutfi, Wisnu Wardhana i R. Harry Zulnardy. El 2011 va esdevenir el propietari del diari Indonesi Republika, així com màxim accionista de la cadena de televisió JakTV. També és el fundador de dues organitzacions de caràcter filantròpic i benèfic al seu país: Darma Bakti Mahaka Foundation i Dompet Dhuafa Republika.

## Activitat esportiva
Després de les negociacions que van començar l'any 2011 amb l'ex agent de bàsquet Jason Levien i amb el propietari Joshua Harris, Thohir va passar a formar part del consorci que va comprar els Philadelphia 76ers, en un consorci que incloïa a l'actor Will Smith, la seva esposa Jada Pinkett Smith i Levien. Thohir va esdevenir el primer asiàtic a posseir, en la seva totalitat o en part, un equip de l'NBA.
Thohir actualment és president de l'Associació d'Àsia Sud-Oriental de Bàsquet i fins a 2006, president de l'Associació Indonèsia de Bàsquet (Persatuan Bola Basket Seluruh Indonèsia). Ell també és propietari del els equips de bàsquet del seu país Satria Muda BritAma Jakarta i Indonèsia Warriors.
Erick Thohir és propietari del club de futbol Indonesi Persib Bandung.
El 2012, Thohir i Levien es van convertir en els màxims propietaris de l'equip de la Major League Soccer D.C. United.
Al setembre de 2013, el president i propietari del Inter de Milà Massimo Moratti va confirmar que estava en converses per vendre una participació majoritària del 70% al club a Thohir. El 15 d'octubre de 2013, després d'una llarga negociació, la societat International Sports Capital, liderada per Thohir, es converteix en l'accionista majoritari de l'Inter, quan pren el control del 70% de les accions del club. El 15 de novembre de 2013, el consell d'administració de l'equip milanes nomena Thohir com a nou president de l'Inter de Milà, en substitució de Moratti, qui romandrà al club com a President Honorari.